# Guiaguinskaïa

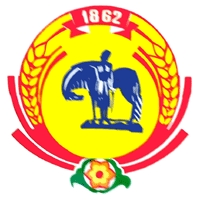
Blason de la stanitsa.

Guiaguinskaïa (Гиаги́нская) est une stanitsa de Russie méridionale qui est le chef-lieu administratif du raïon de Guiaguinskaïa et la localité la plus peuplée de ce district de république d'Adyguée. Elle comptait 13 872 habitants en 2018 .

## Géographie
Guiaguinskaïa se trouve au bord de la rivière Guiaga, affluent de la Laba, à 33 km au nord de la capitale régionale, Maïkop.

## Histoire
Dans le passé, la stanitsa se nommait aoul d'Aïtek Boloteko. La stanitsa est fondée en 1862 году. Elle prend son nom actuel en 1868. Jusqu'en 1924, elle faisait partie de la section de Maïkop de l'oblast du Kouban, puis jusqu'en 1934 des raïons de Dondoukovskaïa et de Maïkop du kraï du Caucase du Nord. À partir du 28 décembre 1934, elle fait partie du raïon de Guiaguinskaïa (dont elle devient le chef-lieu) dans le kraï d'Azov-Mer Noire, puis à partir du 10 avril 1936 du raïon de Guiaguinskaïa dans l'oblast autonome d'Adyguée.

## Économie
La stanitsa  est réputée pour sa grande usine laitière « Guiaguinsky », productrice de beurre et de fromages (dont le fameux fromage tcherkesse, dit « adyguéen » dans son appellation contrôlée), une usine de produits alimentaires, une usine et un combinat de production de pain et une usine d'asphalte, etc.

## Transports
La stanitsa est desservie par deux lignes d'autobus qui la relient aux autres localités du raïon, ainsi qu'à Krasnodar, Maïkop, Beloretchensk, Kourganinsk, Labinsk, etc.
Des routes nationales relient Guiaguinskaïa à Maïkop, Beloretchensk, Droujba, le khoutor Ignatievski et Chtourbino.
Le chemin de fer passant par Guiaguinskaïa la relie à la ligne Armavir-Touapsé.